# Llista de monuments de Reus
Llista de monuments de Reus inclosos en l'Inventari del Patrimoni Arquitectònic Català per al municipi de Reus (Baix Camp). Inclou els inscrits en el Registre de Béns Culturals d'Interès Nacional (BCIN) amb la classificació de monuments històrics i els Béns Culturals d'Interès Local (BCIL) de caràcter arquitectònic.
| Monument                                                                                            | Protecció       | Estil/època                                                    | Localització                                                   | Coordenades                                           | Codi?         | Imatge |
| --------------------------------------------------------------------------------------------------- | --------------- | -------------------------------------------------------------- | -------------------------------------------------------------- | ----------------------------------------------------- | ------------- | --- |
| Casa Rull                                                                                           | BCIN 383-MH-EN  | Modernisme Lluís Domènec i Muntaner XX (1900)                  | Reus C. de Sant Joan, 27                                       | 41° 09′ 23″ N, 1° 06′ 15″ E / 41.156270°N,1.104088°E  | RI-51-0011209 | Casa Rull (Reus) · Vegeu més fotos d'aquest monument · Carregueu una nova foto d'aquest monument                                                            |
| Casa Navàs                                                                                          | BCIN 1271-MH-EN | Modernisme Lluís Domènech i Montaner XX (1907)                 | Reus Pl. del Mercadal, 5                                       | 41° 09′ 18″ N, 1° 06′ 31″ E / 41.154870°N,1.108559°E  | RI-51-0005439 | Casa Navàs (Reus) · Vegeu més fotos d'aquest monument · Carregueu una nova foto d'aquest monument                                                           |
| Mas Calbó                                                                                           | BCIN 1349-MH    | Medieval                                                       | Reus Ctra. de Salou, partida de Mascalvó                       | 41° 06′ 37″ N, 1° 07′ 33″ E / 41.110161°N,1.125819°E  | RI-51-0006695 | Mas Calbó (Reus) · Vegeu més fotos d'aquest monument · Carregueu una nova foto d'aquest monument                                                            |
| Torre del Cambrer, o Castell del Cambrer                                                            | BCIN 1350-MH    | Medieval                                                       | Reus Pl. del Castell, 3A                                       | 41° 09′ 16″ N, 1° 06′ 35″ E / 41.154485°N,1.109599°E  | RI-51-0006694 | Torre del Cambrer (Reus) · Vegeu més fotos d'aquest monument · Carregueu una nova foto d'aquest monument                                                    |
| Museu d'Art i Història de Reus, o Museu Salvador Vilaseca                                           | BCIN 4170-MH    | Monumentalisme academicista XX                                 | Reus Pl. de la Llibertat, 13                                   | 41° 09′ 31″ N, 1° 06′ 25″ E / 41.158574°N,1.106901°E  | RI-51-0001409 | Museu d'Art i Història de Reus · Vegeu més fotos d'aquest monument · Carregueu una nova foto d'aquest monument                                              |
| Institut Pere Mata                                                                                  | BCIN 4250-MH-EN | Modernisme, noucentisme Domènech i Montaner XIX-XX (1897-1912) | Reus Ctra. de l'Institut Pere Mata, 1, partida de Monterols    | 41° 09′ 56″ N, 1° 05′ 09″ E / 41.165608°N,1.085927°E  | IPA-9748      | Institut Pere Mata (Reus) · Vegeu més fotos d'aquest monument · Carregueu una nova foto d'aquest monument                                                   |
| Edifici El Círcol, Teatre Fortuny i porxos de la plaça de Prim                                      | BCIN 4251-MH-EN | Eclecticisme XIX Final                                         | Reus Pl. de Prim, 4                                            | 41° 09′ 22″ N, 1° 06′ 24″ E / 41.156222°N,1.106567°E  | IPA-9525      | Edifici El Círcol, Teatre Fortuny i porxos de la plaça de Prim (Reus) · Vegeu més fotos d'aquest monument · Carregueu una nova foto d'aquest monument       |
| Mas de Sedó i Sedó Vell                                                                             | BCIL 2004       |                                                                | Reus Ctra. de Riudoms - partida del Roquís, 37                 | 41° 08′ 50″ N, 1° 05′ 10″ E / 41.147175°N,1.086123°E  | IPA-9491      | Mas Sedó i Sedó Vell (Reus) · Vegeu més fotos d'aquest monument · Carregueu una nova foto d'aquest monument                                                 |
| Monument a Prim                                                                                     |                 | Eclecticisme XIX Final                                         | Reus Pl. de Prim                                               | 41° 09′ 22″ N, 1° 06′ 25″ E / 41.156056°N,1.106818°E  | IPA-9492      | Monument a Prim (Reus) · Vegeu més fotos d'aquest monument · Carregueu una nova foto d'aquest monument                                                      |
| Monument a Marià Fortuny                                                                            |                 | Academicisme Mariano Benlliure XX                              | Reus Plaça de Sant Bernat Calvó, al Barri Fortuny              | 41° 08′ 35″ N, 1° 06′ 48″ E / 41.142965°N,1.113245°E  | IPA-9493      | Monument a Marià Fortuny (Reus) · Vegeu més fotos d'aquest monument · Carregueu una nova foto d'aquest monument                                             |
| Església prioral de Sant Pere                                                                       | BCIL 2004       | Gòtic tardà XVI                                                | Reus Pl. de Sant Pere, 1 - pl. del Castell                     | 41° 09′ 15″ N, 1° 06′ 35″ E / 41.154215°N,1.109651°E  | IPA-9494      | Església prioral de Sant Pere (Reus) · Vegeu més fotos d'aquest monument · Carregueu una nova foto d'aquest monument                                        |
| Santuari de la Mare de Déu de Misericòrdia                                                          |                 | Barroc, obra popular XVII                                      | Reus Pg. de Misericòrdia, partida de les Forques Velles        | 41° 08′ 37″ N, 1° 05′ 59″ E / 41.143540°N,1.099807°E  | IPA-9511      | Santuari de Nostra Senyora de Misericòrdia (Reus) · Vegeu més fotos d'aquest monument · Carregueu una nova foto d'aquest monument                           |
| Capella de l'Aparició                                                                               |                 | Obra popular XVI, XX                                           | Reus Pg. de Misericòrdia, recinte del santuari de Misericòrdia | 41° 08′ 37″ N, 1° 05′ 59″ E / 41.14354°N,1.09981°E    | IPA-9515      | Capella de l'Aparició (Reus) · Vegeu més fotos d'aquest monument · Carregueu una nova foto d'aquest monument                                                |
| Església de Sant Joan                                                                               |                 | Historicisme XX                                                | Reus C. de Sant Joan                                           | 41° 09′ 27″ N, 1° 06′ 13″ E / 41.157455°N,1.103707°E  | IPA-9517      | Església de Sant Joan (Reus) · Vegeu més fotos d'aquest monument · Carregueu una nova foto d'aquest monument                                                |
| Església de Sant Francesc                                                                           |                 | Barroc XVIII                                                   | Reus Camí de Misericòrdia                                      | 41° 09′ 06″ N, 1° 06′ 31″ E / 41.151543°N,1.108530°E  | IPA-9519      | Església de Sant Francesc (Reus) · Vegeu més fotos d'aquest monument · Carregueu una nova foto d'aquest monument                                            |
| Boca de la Mina                                                                                     |                 | Eclecticisme XIX                                               | Reus Passeig de la Boca de la Mina                             | 41° 10′ 03″ N, 1° 05′ 15″ E / 41.167610°N,1.087412°E  | IPA-9521      | Boca de la Mina (Reus) · Vegeu més fotos d'aquest monument · Carregueu una nova foto d'aquest monument                                                      |
| Casa Gasull                                                                                         | BCIL 2004       | Noucentisme Lluís Domènech i Montaner XX (1911)                | Reus C. de Sant Joan, 29                                       | 41° 09′ 22″ N, 1° 06′ 14″ E / 41.156216°N,1.103758°E  | IPA-9522      | Casa Gasull (Reus) · Vegeu més fotos d'aquest monument · Carregueu una nova foto d'aquest monument                                                          |
| Centre de Lectura, antic casal dels marquesos de Tamarit                                            | BCIL 2004       | Noucentisme XX (1920)                                          | Reus C. Major, 15 - c. de l'Abadia, 5                          | 41° 09′ 16″ N, 1° 06′ 33″ E / 41.154321°N,1.109123°E  | IPA-9523      | Centre de Lectura (Reus) · Vegeu més fotos d'aquest monument · Carregueu una nova foto d'aquest monument                                                    |
| Antic Banc d'Espanya, Museu d'Arqueologia                                                           |                 | Eclecticisme XX                                                | Reus Raval de Santa Anna, 59                                   | 41° 09′ 23″ N, 1° 06′ 37″ E / 41.156480°N,1.110389°E  | IPA-9524      | Antic Banc d'Espanya (Reus) · Vegeu més fotos d'aquest monument · Carregueu una nova foto d'aquest monument                                                 |
| Casa Iglésies Òdena                                                                                 | BCIL 2004       | Modernisme XX Inici                                            | Reus C. de Jesús, 3-7                                          | 41° 09′ 17″ N, 1° 06′ 31″ E / 41.154728°N,1.108530°E  | IPA-9526      | Casa Iglésies Òdena (Reus) · Vegeu més fotos d'aquest monument · Carregueu una nova foto d'aquest monument                                                  |
| Mercat Central                                                                                      |                 | Racionalisme XX                                                | Reus C. de Sant Joan - C. de Prat de la Riba                   | 41° 09′ 23″ N, 1° 06′ 11″ E / 41.156319°N,1.103144°E  | IPA-9527      | Mercat Central (Reus) · Vegeu més fotos d'aquest monument · Carregueu una nova foto d'aquest monument                                                       |
| Edifici de la Caixa de Pensions                                                                     |                 | Noucentisme XX                                                 | Reus Pl. del Pintor Fortuny, 1                                 | 41° 09′ 29″ N, 1° 06′ 18″ E / 41.157926°N,1.105096°E  | IPA-9528      | Caixa de Pensions (Reus) · Vegeu més fotos d'aquest monument · Carregueu una nova foto d'aquest monument                                                    |
| Farmàcia Ornosa, o Casa Fàbregas                                                                    |                 | Noucentisme XX                                                 | Reus Pl. de Catalunya - raval de Santa Anna                    | 41° 09′ 23″ N, 1° 06′ 39″ E / 41.15651°N,1.110822°E   | IPA-9529      | Farmàcia Ornosa (Reus) · Vegeu més fotos d'aquest monument · Carregueu una nova foto d'aquest monument                                                      |
| Casa Serra, Casa Cuadrada, Casa Quadrada                                                            | BCIL 2004       | Noucentisme Joan Rubió i Bellver XX (1925)                     | Reus Raval de Santa Anna, 32-34 - c. de la Selva del Camp, 7   | 41° 09′ 25″ N, 1° 06′ 32″ E / 41.156872°N,1.108847°E  | IPA-9530      | Casa Serra (Reus) · Vegeu més fotos d'aquest monument · Carregueu una nova foto d'aquest monument                                                           |
| Escoles Prat de la Riba                                                                             | BCIL 2004       | Noucentisme XX                                                 | Reus C. de Prat de la Riba, 36                                 | 41° 09′ 26″ N, 1° 06′ 07″ E / 41.157186°N,1.102018°E  | IPA-9531      | Escoles Prat de la Riba (Reus) · Vegeu més fotos d'aquest monument · Carregueu una nova foto d'aquest monument                                              |
| Casa Piñol                                                                                          | BCIL 2004       | Modernisme XX (1910)                                           | Reus Pl. del Mercadal, 17                                      | 41° 09′ 19″ N, 1° 06′ 33″ E / 41.155274°N,1.109028°E  | IPA-9532      | Casa Piñol (Reus) · Vegeu més fotos d'aquest monument · Carregueu una nova foto d'aquest monument                                                           |
| Casa Sagarra                                                                                        | BCIL 2004       | Modernisme XX                                                  | Reus C. de Sant Joan, 12-14                                    | 41° 09′ 21″ N, 1° 06′ 21″ E / 41.155959°N,1.105928°E  | IPA-9533      | Casa Sagarra (Reus) · Vegeu més fotos d'aquest monument · Carregueu una nova foto d'aquest monument                                                         |
| Casa Tomàs Jordi                                                                                    | BCIL 2004       | Modernisme XX                                                  | Reus C. de Llovera, 19-21                                      | 41° 09′ 24″ N, 1° 06′ 24″ E / 41.156586°N,1.106688°E  | IPA-9534      | Casa Tomàs Jordi (Reus) · Vegeu més fotos d'aquest monument · Carregueu una nova foto d'aquest monument                                                     |
| Casa Grau Pla                                                                                       | BCIL 2004       | Modernisme Pere Caselles XX (1910)                             | Reus C. de Sant Joan, 32                                       | 41° 09′ 21″ N, 1° 06′ 19″ E / 41.155956°N,1.105210°E  | IPA-9535      | Casa Grau Pla (Reus) · Vegeu més fotos d'aquest monument · Carregueu una nova foto d'aquest monument                                                        |
| Casa Laguna                                                                                         | BCIL 2004       | Modernisme XX (1904)                                           | Reus C. de Monterols, 15                                       | 41° 09′ 20″ N, 1° 06′ 29″ E / 41.155425°N,1.108026°E  | IPA-9536      | Casa Laguna (Reus) · Vegeu més fotos d'aquest monument · Carregueu una nova foto d'aquest monument                                                          |
| Casa Homdedéu                                                                                       | BCIL 2004       | Modernisme XX                                                  | Reus Raval de Sant Pere, 17-21                                 | 41° 09′ 17″ N, 1° 06′ 41″ E / 41.154619°N,1.111313°E  | IPA-9537      | Casa Homdedéu (Reus) · Vegeu més fotos d'aquest monument · Carregueu una nova foto d'aquest monument                                                        |
| Casa Boule                                                                                          |                 | Eclecticisme XIX Final                                         | Reus C. de Llovera, 54-56                                      | 41° 09′ 27″ N, 1° 06′ 21″ E / 41.15739°N,1.105797°E   | IPA-9538      | Casa Boule (Reus) · Vegeu més fotos d'aquest monument · Carregueu una nova foto d'aquest monument                                                           |
| Casa Punyed                                                                                         | BCIL 2004       | Modernisme XIX Final                                           | Reus C. de Llovera, 47-49                                      | 41° 09′ 27″ N, 1° 06′ 22″ E / 41.157401°N,1.106053°E  | IPA-9539      | Casa Punyed (Reus) · Vegeu més fotos d'aquest monument · Carregueu una nova foto d'aquest monument                                                          |
| Habitatge al carrer Santa Anna, 5                                                                   |                 | Barroc, obra popular XVIII, XVII                               | Reus Carrer Santa Anna, 5- Plaça Farinera, 2                   | 41° 09′ 21″ N, 1° 06′ 34″ E / 41.155857°N,1.109500°E  | IPA-9540      | Carregueu una nova foto d'aquest monument |
| Cal Ricard Mata                                                                                     |                 | Modernisme XX                                                  | Reus C. de Casals, 15                                          | 41° 09′ 23″ N, 1° 06′ 33″ E / 41.156486°N,1.109171°E  | IPA-9542      | Edifici al carrer Casals, 15 (Reus) · Vegeu més fotos d'aquest monument · Carregueu una nova foto d'aquest monument                                         |
| Casa Bartolí                                                                                        | BCIL 2004       | Modernisme XIX-XX                                              | Reus C. de Llovera, 12                                         | 41° 09′ 24″ N, 1° 06′ 24″ E / 41.156596°N,1.106579°E  | IPA-9544      | Casa Bartolí (Reus) · Vegeu més fotos d'aquest monument · Carregueu una nova foto d'aquest monument                                                         |
| Edifici al raval de Jesús, 20                                                                       |                 | Eclecticisme XIX Final                                         | Reus Raval de Jesús, 20                                        | 41° 09′ 17″ N, 1° 06′ 25″ E / 41.154608°N,1.107052°E  | IPA-9545      | Edifici al raval de Jesús, 20 (Reus) · Vegeu més fotos d'aquest monument · Carregueu una nova foto d'aquest monument                                        |
| Edifici al raval del Pallol, 6-8                                                                    |                 | Eclecticisme                                                   | Reus Raval del Pallol, 6-8                                     | 41° 09′ 23″ N, 1° 06′ 41″ E / 41.156258°N,1.111403°E  | IPA-9546      | Edifici al raval del Pallol, 6-8 (Reus) · Vegeu més fotos d'aquest monument · Carregueu una nova foto d'aquest monument                                     |
| Edifici al raval del Pallol, 4                                                                      |                 | Eclecticisme                                                   | Reus Raval del Pallol, 4                                       | 41° 09′ 23″ N, 1° 06′ 41″ E / 41.156280°N,1.111338°E  | IPA-9547      | Edifici al raval del Pallol, 4 (Reus) · Vegeu més fotos d'aquest monument · Carregueu una nova foto d'aquest monument                                       |
| Edifici al raval de Jesús, 14                                                                       |                 | Eclecticisme                                                   | Reus Raval de Jesús, 14                                        | 41° 09′ 16″ N, 1° 06′ 26″ E / 41.154406°N,1.107199°E  | IPA-9548      | Edifici al raval de Jesús, 14 (Reus) · Vegeu més fotos d'aquest monument · Carregueu una nova foto d'aquest monument                                        |
| Casa Marco                                                                                          | BCIL 2004       | Noucentisme Pere Domènech i Roura XX (1926)                    | Reus Raval de Sta Anna, 25                                     | 41° 09′ 24″ N, 1° 06′ 31″ E / 41.156772°N,1.108680°E  | IPA-9549      | Casa Marco (Reus) · Vegeu més fotos d'aquest monument · Carregueu una nova foto d'aquest monument                                                           |
| Centre Catòlic                                                                                      |                 | Obra popular XIX, XVIII                                        | Reus C. de la Presó, 5                                         | 41° 09′ 20″ N, 1° 06′ 36″ E / 41.155476°N,1.109986°E  | IPA-9550      | Centre Catòlic (Reus) · Vegeu més fotos d'aquest monument · Carregueu una nova foto d'aquest monument                                                       |
| Teatre Bartrina, Centre de Lectura                                                                  | BCIL 2004       | Darreres tendències XX                                         | Reus Pl. del Teatre, 1                                         | 41° 09′ 14″ N, 1° 06′ 32″ E / 41.153873°N,1.108964°E  | IPA-9554      | Teatre Bartrina (Reus) · Vegeu més fotos d'aquest monument · Carregueu una nova foto d'aquest monument                                                      |
| Fàbrica Bertran, magatzems al passeig de Prim, 5-7                                                  |                 | Modernisme                                                     | Reus Pg. de Prim, 5-7                                          | 41° 09′ 12″ N, 1° 06′ 08″ E / 41.153402°N,1.102216°E  | IPA-9557      | Magatzems al passeig de Prim, 5-7 (Reus) · Vegeu més fotos d'aquest monument · Carregueu una nova foto d'aquest monument                                    |
| Magatzem al carrer de Casals, 9                                                                     |                 | Eclecticisme, modernisme XIX-XX                                | Reus C. de Casals, 9                                           | 41° 09′ 23″ N, 1° 06′ 32″ E / 41.156438°N,1.108935°E  | IPA-9559      | Magatzem al carrer de Casals, 9 (Reus) · Vegeu més fotos d'aquest monument · Carregueu una nova foto d'aquest monument                                      |
| Edifici al carrer de Vallroquetes, 7                                                                |                 | Eclecticisme, modernisme 1918                                  | Reus C. de Vallroquetes, 7                                     | 41° 09′ 22″ N, 1° 06′ 37″ E / 41.156143°N,1.110198°E  | IPA-9560      | Edifici al carrer de Vallroquetes, 7 (Reus) · Vegeu més fotos d'aquest monument · Carregueu una nova foto d'aquest monument                                 |
| Casa natal de Marià Fortuny, Edifici La Boella                                                      |                 | Obra popular XVIII-XIX                                         | Reus Raval de Robuster, 36                                     | 41° 09′ 11″ N, 1° 06′ 34″ E / 41.153085°N,1.109444°E  | IPA-9561      | Casa natal de Marià Fortuny (Reus) · Vegeu més fotos d'aquest monument · Carregueu una nova foto d'aquest monument                                          |
| Casa natal del Bisbe Grau                                                                           |                 | Obra popular XVIII-XIX                                         | Reus C. de Sant Benet, 21                                      | 41° 09′ 09″ N, 1° 06′ 25″ E / 41.152506°N,1.106953°E  | IPA-9562      | Casa natal del Bisbe Grau (Reus) · Vegeu més fotos d'aquest monument · Carregueu una nova foto d'aquest monument                                            |
| Casa Vilella                                                                                        |                 | Noucentisme XX                                                 | Reus Raval de Santa Anna, 10 - c. de Salvador Espriu, 2-4      | 41° 09′ 23″ N, 1° 06′ 28″ E / 41.156347°N,1.107714°E  | IPA-9565      | Casa Vilella (Reus) · Vegeu més fotos d'aquest monument · Carregueu una nova foto d'aquest monument                                                         |
| Estació Enològica                                                                                   | BCIL 2004       | Eclecticisme XX (1910)                                         | Reus Pg. de Sunyer, 4-6                                        | 41° 09′ 16″ N, 1° 06′ 05″ E / 41.154397°N,1.101332°E  | IPA-9566      | Estació Enològica (Reus) · Vegeu més fotos d'aquest monument · Carregueu una nova foto d'aquest monument                                                    |
| Casa d'Hipòlit Montseny                                                                             |                 | Racionalisme XX                                                | Reus C. Ample, 57 - c. Colom, 1                                | 41° 09′ 35″ N, 1° 06′ 12″ E / 41.159737°N,1.103246°E  | IPA-9567      | Casa d'Hipòlit Montseny (Reus) · Vegeu més fotos d'aquest monument · Carregueu una nova foto d'aquest monument                                              |
| Casa de l'Abadia                                                                                    |                 | Obra popular XVI-XVIII                                         | Reus C. de l'Abadia, 2                                         | 41° 09′ 14″ N, 1° 06′ 33″ E / 41.153872°N,1.109213°E  | IPA-9569      | Casa de l'Abadia (Reus) · Vegeu més fotos d'aquest monument · Carregueu una nova foto d'aquest monument                                                     |
| Edifici al carrer de les Galanes, 15                                                                |                 | Art Déco                                                       | Reus C. de les Galanes, 15                                     | 41° 09′ 20″ N, 1° 06′ 35″ E / 41.155646°N,1.109694°E  | IPA-9570      | Edifici al carrer de les Galanes, 15 (Reus) · Vegeu més fotos d'aquest monument · Carregueu una nova foto d'aquest monument                                 |
| Edifici al carrer Major, 11                                                                         |                 | Racionalisme XX                                                | Reus C. Major, 11                                              | 41° 09′ 16″ N, 1° 06′ 33″ E / 41.154515°N,1.109064°E  | IPA-9571      | Edifici al carrer Major, 11 (Reus) · Vegeu més fotos d'aquest monument · Carregueu una nova foto d'aquest monument                                          |
| Casa J. Ll.                                                                                         |                 | Eclecticisme XIX                                               | Reus C. de Monterols, 17                                       | 41° 09′ 21″ N, 1° 06′ 28″ E / 41.155739°N,1.107696°E  | IPA-9572      | Casa J. Ll. (Reus) · Vegeu més fotos d'aquest monument · Carregueu una nova foto d'aquest monument                                                          |
| Cal Codina, Drogueria Roca                                                                          |                 | Eclecticisme XX                                                | Reus C. de Monterols, 30 - c. del Galió                        | 41° 09′ 21″ N, 1° 06′ 27″ E / 41.15595°N,1.10755°E    | IPA-9573      | Cal Codina (Reus) · Vegeu més fotos d'aquest monument · Carregueu una nova foto d'aquest monument                                                           |
| Cal Carpa, Perfumeria Porta                                                                         | BCIL 2004       | Modernisme XX                                                  | Reus C. de Monterols, 34                                       | 41° 09′ 22″ N, 1° 06′ 27″ E / 41.155973°N,1.107422°E  | IPA-9574      | Cal Carpa (Reus) · Vegeu més fotos d'aquest monument · Carregueu una nova foto d'aquest monument                                                            |
| Casa Puig, Joieria Pamies                                                                           |                 | Eclecticisme XIX Final                                         | Reus C. de Monterols, 38                                       | 41° 09′ 22″ N, 1° 06′ 26″ E / 41.156050°N,1.107342°E  | IPA-9575      | Casa Puig (Reus) · Vegeu més fotos d'aquest monument · Carregueu una nova foto d'aquest monument                                                            |
| Casa de Cultura                                                                                     |                 | Historicisme XX                                                | Reus C. de la Puríssima Concepció, 14                          | 41° 09′ 15″ N, 1° 06′ 29″ E / 41.154045°N,1.108141°E  | IPA-9577      | Casa de Cultura (Reus) · Vegeu més fotos d'aquest monument · Carregueu una nova foto d'aquest monument                                                      |
| Edifici al carrer de Rosich, 10-14                                                                  |                 | Eclecticisme XIX Final                                         | Reus C. de Rosich, 10-12-14                                    | 41° 09′ 22″ N, 1° 06′ 33″ E / 41.156080°N,1.109034°E  | IPA-9578      | Edifici al carrer de Rosich, 10-14 (Reus) · Vegeu més fotos d'aquest monument · Carregueu una nova foto d'aquest monument                                   |
| Portada de l'antic hospital                                                                         |                 | Barroc XIII-XIV                                                | Reus C. de l'Hospital, 53                                      | 41° 09′ 20″ N, 1° 06′ 42″ E / 41.155633°N,1.111649°E  | IPA-9579      | Portada de l'antic hospital (Reus) · Vegeu més fotos d'aquest monument · Carregueu una nova foto d'aquest monument                                          |
| Casa seu del pantà de Riudecanyes                                                                   |                 | Monumentalisme academicista                                    | Reus C. de Vallroquetes, 2 - pl. de la Farinera, 3-5           | 41° 09′ 22″ N, 1° 06′ 35″ E / 41.156050°N,1.109782°E  | IPA-9580      | Casa seu del pantà de Riudecanyes (Reus) · Vegeu més fotos d'aquest monument · Carregueu una nova foto d'aquest monument                                    |
| Antics Telèfons                                                                                     |                 | Monumentalisme academicista                                    | Reus C. de Vilar - c. d'Aleus i de Vilar                       | 41° 09′ 21″ N, 1° 06′ 32″ E / 41.155852°N,1.108825°E  | IPA-9581      | Antics Telèfons (Reus) · Vegeu més fotos d'aquest monument · Carregueu una nova foto d'aquest monument                                                      |
| Edifici a la plaça de Catalunya, 4                                                                  |                 | Eclecticisme                                                   | Reus Pl. de Catalunya, 4                                       | 41° 09′ 24″ N, 1° 06′ 40″ E / 41.156707°N,1.111085°E  | IPA-9582      | Edifici a la plaça de Catalunya, 4 (Reus) · Vegeu més fotos d'aquest monument · Carregueu una nova foto d'aquest monument                                   |
| Cambra Oficial de la Propietat Urbana de Reus                                                       |                 | Monumentalisme academicista                                    | Reus Pl. de Catalunya, 5                                       | 41° 09′ 24″ N, 1° 06′ 41″ E / 41.15659°N,1.111302°E   | IPA-9583      | Cambra Oficial de la Propietat Urbana (Reus) · Vegeu més fotos d'aquest monument · Carregueu una nova foto d'aquest monument                                |
| Edifici a la plaça de Catalunya, 7                                                                  |                 | Eclecticisme                                                   | Reus Pl. de Catalunya, 7                                       | 41° 09′ 24″ N, 1° 06′ 40″ E / 41.156737°N,1.111118°E  | IPA-9584      | Edifici a la plaça de Catalunya, 7 (Reus) · Vegeu més fotos d'aquest monument · Carregueu una nova foto d'aquest monument                                   |
| Plaça del Mercadal                                                                                  |                 | Obra popular XIX                                               | Reus Pl. del Mercadal                                          | 41° 09′ 18″ N, 1° 06′ 31″ E / 41.155123°N,1.108733°E  | IPA-9585      | Plaça del Mercadal (Reus) · Vegeu més fotos d'aquest monument · Carregueu una nova foto d'aquest monument                                                   |
| Plaça del General Prim                                                                              |                 | Eclecticisme XIX Final                                         | Reus Pl. del General Prim                                      | 41° 09′ 22″ N, 1° 06′ 25″ E / 41.156056°N,1.106818°E  | IPA-9586      | Plaça del General Prim (Reus) · Vegeu més fotos d'aquest monument · Carregueu una nova foto d'aquest monument                                               |
| Casa Coder                                                                                          |                 | Obra popular XVIII                                             | Reus Plaça del Mercadal, 13                                    | 41° 09′ 19″ N, 1° 06′ 33″ E / 41.155182°N,1.109123°E  | IPA-9587      | Casa Coder (Reus) · Vegeu més fotos d'aquest monument · Carregueu una nova foto d'aquest monument                                                           |
| Casa Beringola                                                                                      |                 | Eclecticisme XIX                                               | Reus Pl. del General Prim - c. de Sant Joan                    | 41° 09′ 22″ N, 1° 06′ 23″ E / 41.15609°N,1.106352°E   | IPA-9589      | Casa Beringola (Reus) · Vegeu més fotos d'aquest monument · Carregueu una nova foto d'aquest monument                                                       |
| Casa Leopoldo Suqué                                                                                 |                 | Eclecticisme XIX                                               | Reus Pl. del General Prim - c. de Llovera                      | 41° 09′ 23″ N, 1° 06′ 25″ E / 41.156349°N,1.106811°E  | IPA-9590      | Casa Leopoldo Suqué (Reus) · Vegeu més fotos d'aquest monument · Carregueu una nova foto d'aquest monument                                                  |
| Banc de Bilbao                                                                                      |                 | Monumentalisme academicista XX                                 | Reus Pl. de Prim, 10                                           | 41° 09′ 21″ N, 1° 06′ 24″ E / 41.155767°N,1.106585°E  | IPA-9591      | Banc de Bilbao (Reus) · Vegeu més fotos d'aquest monument · Carregueu una nova foto d'aquest monument                                                       |
| Casa Roca Oller                                                                                     |                 | Eclecticisme XIX                                               | Reus Raval de Santa Anna, 2                                    | 41° 09′ 22″ N, 1° 06′ 27″ E / 41.156197°N,1.107374°E  | IPA-9592      | Casa Roca Oller (Reus) · Vegeu més fotos d'aquest monument · Carregueu una nova foto d'aquest monument                                                      |
| Hotel Europa o Edifici El Ocaso                                                                     |                 | Noucentisme XX                                                 | Reus Raval de Santa Anna, 13                                   | 41° 09′ 23″ N, 1° 06′ 29″ E / 41.156358°N,1.107994°E  | IPA-9593      | Edifici El Ocaso (Reus) · Vegeu més fotos d'aquest monument · Carregueu una nova foto d'aquest monument                                                     |
| Edifici del Banc de Reus o Banc Central                                                             |                 | Eclecticisme XIX                                               | Reus Raval de Santa Anna, 22                                   | 41° 09′ 24″ N, 1° 06′ 30″ E / 41.15654°N,1.108275°E   | IPA-9594      | Banc Central (Reus) · Vegeu més fotos d'aquest monument · Carregueu una nova foto d'aquest monument                                                         |
| Edifici al raval de Santa Anna, 29                                                                  |                 | Racionalisme XX                                                | Reus Raval de Santa Anna, 29                                   | 41° 09′ 24″ N, 1° 06′ 31″ E / 41.156694°N,1.108715°E  | IPA-9595      | Edifici al raval de Santa Anna, 29 (Reus) · Vegeu més fotos d'aquest monument · Carregueu una nova foto d'aquest monument                                   |
| Edifici al raval de santa Anna, 54. Ràdio Reus                                                      |                 | Obra popular                                                   | Reus Raval de Santa Anna, 54                                   | 41° 09′ 24″ N, 1° 06′ 35″ E / 41.156668°N,1.109826°E  | IPA-9597      | Ràdio Reus · Vegeu més fotos d'aquest monument · Carregueu una nova foto d'aquest monument                                                                  |
| Cases de l'Iglésies, edifici Ràdio Popular de Reus                                                  |                 | Eclecticisme                                                   | Reus Raval de Sant Pere, 11-13-15                              | 41° 09′ 16″ N, 1° 06′ 40″ E / 41.154515°N,1.111158°E  | IPA-9598      | Cases de l'Iglésies (Reus) · Vegeu més fotos d'aquest monument · Carregueu una nova foto d'aquest monument                                                  |
| Edifici de la Unió Agrària Cooperativa o Magatzems del Llopis                                       |                 | Darreres tendències XX                                         | Reus Raval de Sant Pere, 5                                     | 41° 09′ 16″ N, 1° 06′ 39″ E / 41.154345°N,1.110949°E  | IPA-9599      | Edifici de la Unió Agrària Cooperativa (Reus) · Vegeu més fotos d'aquest monument · Carregueu una nova foto d'aquest monument                               |
| Ca l'Anguera, o edifici Moto Reus                                                                   | BCIL 2004       | Modernisme XIX-XX                                              | Reus Raval de Sant Pere, 43-45                                 | 41° 09′ 19″ N, 1° 06′ 43″ E / 41.155247°N,1.111861°E  | IPA-9600      | Ca l'Anguera (Reus) · Vegeu més fotos d'aquest monument · Carregueu una nova foto d'aquest monument                                                         |
| Acadèmia Balsells, antiga Cambra de Comerç                                                          |                 | Obra popular                                                   | Reus Raval de Sant Pere, 47                                    | 41° 09′ 20″ N, 1° 06′ 43″ E / 41.155573°N,1.112036°E  | IPA-9601      | Acadèmia Balsells (Reus) · Vegeu més fotos d'aquest monument · Carregueu una nova foto d'aquest monument                                                    |
| Casa Espuny                                                                                         |                 | Obra popular                                                   | Reus C. de l'Abadia, 8                                         | 41° 09′ 13″ N, 1° 06′ 32″ E / 41.153622°N,1.108853°E  | IPA-9603      | Casa Espuny (Reus) · Vegeu més fotos d'aquest monument · Carregueu una nova foto d'aquest monument                                                          |
| Casa Ramon Vendrell                                                                                 |                 | Modernisme XX Inici                                            | Reus C. Ample, 46-48                                           | 41° 09′ 34″ N, 1° 06′ 12″ E / 41.159432°N,1.103447°E  | IPA-9604      | Casa Ramon Vendrell(Reus) · Vegeu més fotos d'aquest monument · Carregueu una nova foto d'aquest monument                                                   |
| Casa de Larrard & Vignau. Edifici set-centista a la plaça de Sant Francesc, 1                       |                 | Barroc XVIII                                                   | Reus Pl. de Sant Francesc, 1                                   | 41° 09′ 09″ N, 1° 06′ 29″ E / 41.152370°N,1.108020°E  | IPA-9605      | Edifici a la plaça de Sant Francesc, 1 (Reus) · Vegeu més fotos d'aquest monument · Carregueu una nova foto d'aquest monument                               |
| Cal Vilella                                                                                         |                 | Noucentisme Pere Domènec Roura 1919                            | Reus C. de Sant Esteve, 17                                     | 41° 09′ 19″ N, 1° 06′ 22″ E / 41.15538°N,1.10623°E    | IPA-9606      | Cal Vilella (Reus) · Vegeu més fotos d'aquest monument · Carregueu una nova foto d'aquest monument                                                          |
| Magatzems Vilella                                                                                   | BCIL 2004       | Noucentisme Pere Domènec Roura 1913                            | Reus C. de Sant Esteve, 15 - Raval de Jesús, 44                | 41° 09′ 19″ N, 1° 06′ 23″ E / 41.15525°N,1.10630°E    | IPA-9607      | Magatzems Vilella (Reus) · Vegeu més fotos d'aquest monument · Carregueu una nova foto d'aquest monument                                                    |
| Font d'Hèrcules                                                                                     |                 | Historicisme XIX                                               | Reus Pl. d'Hèrcules                                            | 41° 09′ 06″ N, 1° 06′ 27″ E / 41.151542°N,1.107517°E  | IPA-9608      | Font d'Hèrcules (Reus) · Vegeu més fotos d'aquest monument · Carregueu una nova foto d'aquest monument                                                      |
| Monument a Bartrina                                                                                 |                 | Eclecticisme XX                                                | Reus Pl. de Catalunya                                          | 41° 09′ 23″ N, 1° 06′ 40″ E / 41.156473°N,1.111094°E  | IPA-9609      | Monument a Bartrina (Reus) · Vegeu més fotos d'aquest monument · Carregueu una nova foto d'aquest monument                                                  |
| Ajuntament                                                                                          |                 | Noucentisme, barroc XVII, XX                                   | Reus Pl. del Mercadal                                          | 41° 09′ 23″ N, 1° 06′ 40″ E / 41.156473°N,1.111094°E  | IPA-9610      | Ajuntament (Reus) · Vegeu més fotos d'aquest monument · Carregueu una nova foto d'aquest monument                                                           |
| Casa Font de Rubinat, Biblioteca Pau Font de Rubinat                                                | BCIL 2004       | Barroc, obra popular XVII                                      | Reus C. de la Presó, 2 - c. de les Galanes, 19                 | 41° 09′ 20″ N, 1° 06′ 35″ E / 41.155636°N,1.109704°E  | IPA-9614      | Casa Font de Rubinat (Reus) · Vegeu més fotos d'aquest monument · Carregueu una nova foto d'aquest monument                                                 |
| Porxos de la plaça del Castell                                                                      |                 | Barroc XVIII                                                   | Reus Pl. del Castell                                           | 41° 09′ 17″ N, 1° 06′ 34″ E / 41.154824°N,1.109549°E  | IPA-9616      | Porxos de la plaça del Castell (Reus) · Vegeu més fotos d'aquest monument · Carregueu una nova foto d'aquest monument                                       |
| Cine Monterrosa                                                                                     |                 | Monumentalisme academicista XX                                 | Reus Raval de Jesús, 16                                        | 41° 09′ 16″ N, 1° 06′ 25″ E / 41.154474°N,1.106995°E  | IPA-9617      | Cine Monterrosa (Reus) · Vegeu més fotos d'aquest monument · Carregueu una nova foto d'aquest monument                                                      |
| Casa Massó                                                                                          |                 | Obra popular XX                                                | Reus Raval de Jesús, 40                                        | 41° 09′ 19″ N, 1° 06′ 24″ E / 41.155278°N,1.106786°E  | IPA-9618      | Casa Massó (Reus) · Vegeu més fotos d'aquest monument · Carregueu una nova foto d'aquest monument                                                           |
| Casa Abelló, Casa Munné                                                                             | BCIL 2004       | Modernisme Pere Caselles XX (1904)                             | Reus Raval Martí Folguera, 2                                   | 41° 09′ 14″ N, 1° 06′ 27″ E / 41.154006°N,1.107472°E  | IPA-9619      | Casa Abelló (Reus) · Vegeu més fotos d'aquest monument · Carregueu una nova foto d'aquest monument                                                          |
| Edifici al raval de Martí Folguera, 31                                                              |                 | Eclecticisme                                                   | Reus Raval de Martí Folguera, 31                               | 41° 09′ 12″ N, 1° 06′ 29″ E / 41.153237°N,1.108152°E  | IPA-9621      | Edifici al raval de Martí Folguera, 31 (Reus) · Vegeu més fotos d'aquest monument · Carregueu una nova foto d'aquest monument                               |
| Cal Josep Bofarull. Edifici d'habitatges al raval de Martí Folguera, 33-35                          |                 | Modernisme 1907                                                | Reus Raval de Martí Folguera, 33-35                            | 41° 09′ 11″ N, 1° 06′ 30″ E / 41.153120°N,1.108213°E  | IPA-9622      | Edifici d'habitatges al raval de Martí Folguera, 33-35 (Reus) · Vegeu més fotos d'aquest monument · Carregueu una nova foto d'aquest monument               |
| Edifici Fincas Sabaté                                                                               |                 | Eclecticisme                                                   | Reus Raval de Martí Folguera, 49                               | 41° 09′ 10″ N, 1° 06′ 31″ E / 41.152691°N,1.108592°E  | IPA-9623      | Edifici Fincas Sabaté (Reus) · Vegeu més fotos d'aquest monument · Carregueu una nova foto d'aquest monument                                                |
| Edifici Farmàcia Gispert                                                                            |                 | Eclecticisme                                                   | Reus Raval de Martí Folguera, 51                               | 41° 09′ 10″ N, 1° 06′ 31″ E / 41.152661°N,1.108634°E  | IPA-9624      | Edifici Farmàcia Punyed-Gispert (Reus) · Vegeu més fotos d'aquest monument · Carregueu una nova foto d'aquest monument                                      |
| Pescateries Velles                                                                                  |                 | Neoclassicisme XIX                                             | Reus Raval de Robuster, 3-5-7 - Fossar Vell                    | 41° 09′ 15″ N, 1° 06′ 37″ E / 41.154101°N,1.110251°E  | IPA-9625      | Pescateries Velles (Reus) · Vegeu més fotos d'aquest monument · Carregueu una nova foto d'aquest monument                                                   |
| Habitatge al raval de Robuster, 14                                                                  |                 | Obra popular XVIII                                             | Reus Raval de Robuster, 14                                     | 41° 09′ 14″ N, 1° 06′ 38″ E / 41.153883°N,1.110493°E  | IPA-9626      | Habitatge al raval de Robuster, 14 (Reus) · Vegeu més fotos d'aquest monument · Carregueu una nova foto d'aquest monument                                   |
| Casa al raval de Robuster, 16. Casa de Pedrol Rius                                                  |                 | Barroc XVIII                                                   | Reus Raval de Robuster, 16                                     | 41° 09′ 13″ N, 1° 06′ 37″ E / 41.153713°N,1.110300°E  | IPA-9627      | Casa de Pedrol Rius (Reus) · Vegeu més fotos d'aquest monument · Carregueu una nova foto d'aquest monument                                                  |
| Habitatge al carrer de l'Hospital, 33                                                               |                 | Barroc, obra popular XVIII                                     | Reus C. de l'Hospital, 33                                      | 41° 09′ 19″ N, 1° 06′ 40″ E / 41.155169°N,1.111016°E  | IPA-9629      | Habitatge al carrer de l'Hospital, 33 (Reus) · Vegeu més fotos d'aquest monument · Carregueu una nova foto d'aquest monument                                |
| Edifici al carrer de la Font, 12. Guarderia Col·legi Sagrat Cor                                     |                 | Barroc, obra popular XVIII                                     | Reus C. de la Font, 12                                         | 41° 09′ 13″ N, 1° 06′ 36″ E / 41.153683°N,1.109879°E  | IPA-9630      | Edifici Guarderia Col·legi Sagrat Cor (Reus) · Vegeu més fotos d'aquest monument · Carregueu una nova foto d'aquest monument                                |
| Portal dels Jueus                                                                                   |                 | Obra popular                                                   | Reus C. de Sant Pere Apòstol                                   | 41° 09′ 16″ N, 1° 06′ 38″ E / 41.154489°N,1.110434°E  | IPA-9631      | Portal dels Jueus (Reus) · Vegeu més fotos d'aquest monument · Carregueu una nova foto d'aquest monument                                                    |
| Habitatge a la plaça de Sant Miquel, 1                                                              |                 | Barroc XVII                                                    | Reus Pl. de Sant Miquel, 1                                     | 41° 09′ 13″ N, 1° 06′ 35″ E / 41.153542°N,1.109638°E  | IPA-9632      | Habitatge a la plaça de Sant Miquel, 1 (Reus) · Vegeu més fotos d'aquest monument · Carregueu una nova foto d'aquest monument                               |
| Habitatge al carrer de la Font, 13                                                                  |                 | Barroc, obra popular XVIII                                     | Reus C. de la Font, 13                                         | 41° 09′ 14″ N, 1° 06′ 35″ E / 41.153790°N,1.109850°E  | IPA-9633      | Habitatge al carrer de la Font, 13 (Reus) · Vegeu més fotos d'aquest monument · Carregueu una nova foto d'aquest monument                                   |
| Portal del carrer d'en Bages, 23                                                                    |                 | Barroc, obra popular XVIII                                     | Reus C. d'en Bages, 23 (enderrocat)                            |                                                       | IPA-9634      | Carregueu una nova foto d'aquest monument |
| Capella de la Concepció                                                                             |                 | Modernisme, historicisme XX Inici, XIX Final                   | Reus C. de la Concepció, 21-23                                 | 41° 09′ 15″ N, 1° 06′ 29″ E / 41.154091°N,1.108165°E  | IPA-9636      | Capella de la Puríssima Concepció (Reus) · Vegeu més fotos d'aquest monument · Carregueu una nova foto d'aquest monument                                    |
| Can Giró                                                                                            |                 | Gòtic-renaixement, obra popular XV, XVI                        | Reus C. de Vilar, 14                                           | 41° 09′ 22″ N, 1° 06′ 30″ E / 41.156111°N,1.10838°E   | IPA-9637      | Can Giró (Reus) · Vegeu més fotos d'aquest monument · Carregueu una nova foto d'aquest monument                                                             |
| Casa Pujol                                                                                          |                 | Eclecticisme XIX-XX                                            | Reus C. de Monterols, 37                                       | 41° 09′ 22″ N, 1° 06′ 27″ E / 41.156149°N,1.107618°E  | IPA-9638      | Casa Pujol (Reus) · Vegeu més fotos d'aquest monument · Carregueu una nova foto d'aquest monument                                                           |
| Portal de la Casa Font                                                                              |                 | Obra popular                                                   | Reus C. de la Presó, 6 (enderrocat)                            | 41° 09′ 20″ N, 1° 06′ 36″ E / 41.155448°N,1.109997°E  | IPA-9641      | Portal de la Casa Font (Reus) · Vegeu més fotos d'aquest monument · Carregueu una nova foto d'aquest monument                                               |
| Portalada al carrer de Santa Anna, 1                                                                |                 | Obra popular                                                   | Reus C. de Santa Anna, 1                                       | 41° 09′ 21″ N, 1° 06′ 35″ E / 41.155723°N,1.109721°E  | IPA-9642      | Portalada al carrer de Santa Anna, 1 (Reus) · Vegeu més fotos d'aquest monument · Carregueu una nova foto d'aquest monument                                 |
| Habitatge al carrer Major, 5                                                                        |                 | Barroc, obra popular XVIII                                     | Reus C. Major, 5                                               | 41° 09′ 17″ N, 1° 06′ 32″ E / 41.154725°N,1.108836°E  | IPA-9644      | Habitatge al carrer Major, 5 (Reus) · Vegeu més fotos d'aquest monument · Carregueu una nova foto d'aquest monument                                         |
| Església Reial Congregació Puríssima Sang de Nostre Senyor Jesucrist, Església de la Puríssima Sang | BCIL 2020       | Barroc XVIII                                                   | Reus Pl. de la Sang                                            | 41° 09′ 22″ N, 1° 06′ 43″ E / 41.156102°N,1.112017°E  | IPA-9645      | Església Reial Congregació Puríssima Sang de Nostre Senyor Jesucrist (Reus) · Vegeu més fotos d'aquest monument · Carregueu una nova foto d'aquest monument |
| Centre d'Art Cal Massó de Reus Destil·leria de licors Massó                                         |                 | Modernisme XX                                                  | Reus C. de Pròsper de Bofarull, 7-9-11                         | 41° 09′ 29″ N, 1° 06′ 08″ E / 41.158176°N,1.102135°E  | IPA-9749      | Fàbrica Pròsper de Bofarull (Reus) · Vegeu més fotos d'aquest monument · Carregueu una nova foto d'aquest monument                                          |
| Fumera al passeig de Mata o Fumera de la Fàbrica Weger                                              |                 | Noucentisme XX Inici                                           | Reus Pg. de Mata, 32-34                                        | 41° 09′ 34″ N, 1° 06′ 05″ E / 41.159499°N,1.101493°E  | IPA-9750      | Fumera al passeig de Mata (Reus) · Vegeu més fotos d'aquest monument · Carregueu una nova foto d'aquest monument                                            |
| Antic escorxador municipal, seu de la Biblioteca Central Xavier Amorós                              | BCIL 2004       | Eclecticisme Francesc Borràs Solar XIX (1889)                  | Reus C. de l'Escorxador, 1                                     | 41° 09′ 15″ N, 1° 06′ 01″ E / 41.154077°N,1.100268°E  | IPA-9751      | Antic escorxador municipal (Reus) · Vegeu més fotos d'aquest monument · Carregueu una nova foto d'aquest monument                                           |
| Vapor Vell o La Manufacturera de Algodón                                                            |                 | Eclecticisme XIX-XX                                            | Reus C. de Sant Serapi - c. de Gornals                         | 41° 09′ 13″ N, 1° 06′ 14″ E / 41.153679°N,1.103959°E  | IPA-9752      | Vapor Vell (Reus) · Vegeu més fotos d'aquest monument · Carregueu una nova foto d'aquest monument                                                           |
| Centre històric                                                                                     |                 | XII-XX                                                         | Reus                                                           | 41° 09′ 18″ N, 1° 06′ 32″ E / 41.155075°N,1.108754°E  | IPA-9753      | Centre històric (Reus) · Vegeu més fotos d'aquest monument · Carregueu una nova foto d'aquest monument                                                      |
| Ravals de Santa Anna, Sant Pere, Jesús, Robuster i Palloll                                          |                 | XVI-XX                                                         | Reus Raval de Santa Anna, Sant Pere, Jesús, Robuster, Pallol   |                                                       | IPA-9755      | Ravals de Santa Anna, Sant Pere, Jesús, Robuster i Palloll (Reus) · Vegeu més fotos d'aquest monument · Carregueu una nova foto d'aquest monument           |
| Carrer de Sant Llorenç                                                                              |                 | XVIII-XX                                                       | Reus C. de Sant Llorenç                                        | 41° 09′ 19″ N, 1° 06′ 19″ E / 41.155272°N,1.105164°E  | IPA-9756      | Carrer de Sant Llorenç (Reus) · Vegeu més fotos d'aquest monument · Carregueu una nova foto d'aquest monument                                               |
| Carrer de Prat de la Riba                                                                           |                 | XVIII-XX                                                       | Reus C. de Prat de la Riba                                     | 41° 09′ 27″ N, 1° 06′ 13″ E / 41.157462°N,1.103565°E  | IPA-9757      | Carrer de Prat de la Riba (Reus) · Vegeu més fotos d'aquest monument · Carregueu una nova foto d'aquest monument                                            |
| Carrer Ample                                                                                        |                 |                                                                | Reus C. Ample                                                  | 41° 09′ 32″ N, 1° 06′ 14″ E / 41.158976°N,1.103992°E  | IPA-9758      | Carrer Ample (Reus) · Vegeu més fotos d'aquest monument · Carregueu una nova foto d'aquest monument                                                         |
| Carrer de Sant Joan                                                                                 |                 | XIX-XX                                                         | Reus C. de Sant Joan                                           | 41° 09′ 22″ N, 1° 06′ 15″ E / 41.156163°N,1.104214°E  | IPA-9759      | Carrer de Sant Joan (Reus) · Vegeu més fotos d'aquest monument · Carregueu una nova foto d'aquest monument                                                  |
| Carrer de Llovera                                                                                   |                 | XVIII-XX                                                       | Reus C. de Llovera                                             | 41° 09′ 24″ N, 1° 06′ 23″ E / 41.156759°N,1.106518°E  | IPA-9760      | Carrer de Llovera (Reus) · Vegeu més fotos d'aquest monument · Carregueu una nova foto d'aquest monument                                                    |
| Carrer Alt del Carme                                                                                |                 |                                                                | Reus C. Alt del Carme                                          | 41° 09′ 15″ N, 1° 06′ 17″ E / 41.154269°N,1.104786°E  | IPA-9761      | Carrer Alt del Carme (Reus) · Vegeu més fotos d'aquest monument · Carregueu una nova foto d'aquest monument                                                 |
| Carrer del Roser                                                                                    |                 | XVIII-XIX                                                      | Reus C. del Roser                                              | 41° 09′ 31″ N, 1° 06′ 49″ E / 41.15867°N,1.11373°E    | IPA-9762      | Carrer del Roser (Reus) · Vegeu més fotos d'aquest monument · Carregueu una nova foto d'aquest monument                                                     |
| Passeig de la Boca de la Mina                                                                       |                 | XIX-XX                                                         | Reus Partida de Monterols                                      | 41° 09′ 47″ N, 1° 05′ 48″ E / 41.162994°N,1.096658°E  | IPA-9763      | Passeig Briansó (Reus) · Vegeu més fotos d'aquest monument · Carregueu una nova foto d'aquest monument                                                      |
| Barri Gaudí                                                                                         |                 | Darreres tendències XX Final                                   | Reus Partida de Monterols                                      | 41° 09′ 40″ N, 1° 05′ 42″ E / 41.161192°N,1.094970°E  | IPA-9764      | Barri Gaudí (Reus) · Vegeu més fotos d'aquest monument · Carregueu una nova foto d'aquest monument                                                          |
| Cementiri de Reus                                                                                   |                 | Neoclassicisme XIX                                             | Reus Ctra. de Montblanc                                        | 41° 10′ 01″ N, 1° 07′ 23″ E / 41.166985°N,1.122986°E  | IPA-9765      | Cementiri de Reus · Vegeu més fotos d'aquest monument · Carregueu una nova foto d'aquest monument                                                           |
| Institut Salvador Vilaseca                                                                          |                 | Barroc, monumentalisme academicista XVIII, XX                  | Reus Camí de Misericòrdia - pl. d'Hèrcules                     | 41° 09′ 06″ N, 1° 06′ 28″ E / 41.15172°N,1.107773°E   | IPA-9766      | Institut Salvador Vilaseca (Reus) · Vegeu més fotos d'aquest monument · Carregueu una nova foto d'aquest monument                                           |
| Casa Marc                                                                                           |                 | Barroc                                                         | Reus C. de Sant Joan, 13                                       | 41° 09′ 22″ N, 1° 06′ 20″ E / 41.156119°N,1.105448°E  | IPA-9767      | Casa Marc (Reus) · Vegeu més fotos d'aquest monument · Carregueu una nova foto d'aquest monument                                                            |
| Xalet del Doctor Domènech                                                                           |                 | Darreres tendències                                            | Reus C. de Frederic Soler, 55                                  | 41° 09′ 44″ N, 1° 06′ 23″ E / 41.162273°N,1.106368°E  | IPA-9768      | Xalet Doctor Domènech (Reus) · Vegeu més fotos d'aquest monument · Carregueu una nova foto d'aquest monument                                                |
| Habitatge al carrer de Prat de la Riba, 14                                                          |                 | Racionalisme XX Mitjan                                         | Reus C. de Prat de la Riba, 14                                 | 41° 09′ 27″ N, 1° 06′ 16″ E / 41.157422°N,1.104389°E  | IPA-9770      | Habitatge al carrer de Prat de la Riba, 14 (Reus) · Vegeu més fotos d'aquest monument · Carregueu una nova foto d'aquest monument                           |
| Casa Cochs                                                                                          |                 | Monumentalisme academicista XX Mitjan                          | Reus Av. de Prat de la Riba, 41                                | 41° 09′ 27″ N, 1° 06′ 09″ E / 41.157427°N,1.102566°E  | IPA-9771      | Casa Cochs (Reus) · Vegeu més fotos d'aquest monument · Carregueu una nova foto d'aquest monument                                                           |
| Palau Bofarull                                                                                      | BCIL 2004       | Barroc XVIII                                                   | Reus C. de Llovera, 15 - c. de Salvador Espriu, 10             | 41° 09′ 24″ N, 1° 06′ 25″ E / 41.156601°N,1.106930°E  | IPA-9772      | Palau Bofarull (Reus) · Vegeu més fotos d'aquest monument · Carregueu una nova foto d'aquest monument                                                       |
| Palau Boule, Col·legi Misericòrdia                                                                  | BCIL 2004       | Historicisme XIX Final                                         | Reus C. de Gaudí, 20                                           | 41° 09′ 36″ N, 1° 06′ 19″ E / 41.159943°N,1.105406°E  | IPA-9773      | Palau Boule (Reus) · Vegeu més fotos d'aquest monument · Carregueu una nova foto d'aquest monument                                                          |
| Plaça del Castell                                                                                   |                 | Obra popular XII-XV                                            | Reus Pl. del Castell                                           | 41° 09′ 17″ N, 1° 06′ 35″ E / 41.154614°N,1.109608°E  | IPA-9774      | Plaça del Castell (Reus) · Vegeu més fotos d'aquest monument · Carregueu una nova foto d'aquest monument                                                    |
| Escoles Pompeu Fabra                                                                                |                 | Eclecticisme XX Inici                                          | Reus C. de Sardà, 23                                           | 41° 09′ 18″ N, 1° 06′ 32″ E / 41.155075°N,1.108754°E  | IPA-9775      | Escoles Pompeu Fabra (Reus) · Vegeu més fotos d'aquest monument · Carregueu una nova foto d'aquest monument                                                 |
| Antiga Escola Rubió i Ors                                                                           |                 | Noucentisme, modernisme                                        | Reus C. de Rafael de Casanova, 6                               | 41° 09′ 14″ N, 1° 06′ 48″ E / 41.153896°N,1.113366°E  | IPA-9776      | Escola Rubió i Ors (Reus) · Vegeu més fotos d'aquest monument · Carregueu una nova foto d'aquest monument                                                   |
| Habitatge al carrer de Vilar, 9-11                                                                  |                 | Noucentisme XX                                                 | Reus C. de Vilar, 9-11                                         | 41° 09′ 23″ N, 1° 06′ 29″ E / 41.156263°N,1.108134°E  | IPA-9778      | Habitatge al carrer de Vilar, 9-11 (Reus) · Vegeu més fotos d'aquest monument · Carregueu una nova foto d'aquest monument                                   |
| Habitatge al carrer de l'Hospital, 11                                                               |                 | Eclecticisme XIX                                               | Reus C. de l'Hospital, 11                                      | 41° 09′ 16″ N, 1° 06′ 37″ E / 41.154489°N,1.110356°E  | IPA-9779      | Habitatge al carrer de l'Hospital, 11 (Reus) · Vegeu més fotos d'aquest monument · Carregueu una nova foto d'aquest monument                                |
| Cal Gebellí. Habitatge al carrer de Jesús, 19                                                       |                 | Modernisme 1896                                                | Reus C. de Jesús, 19                                           | 41° 09′ 16″ N, 1° 06′ 28″ E / 41.154306°N,1.107851°E  | IPA-9780      | Habitatge al carrer de Jesús, 19 (Reus) · Vegeu més fotos d'aquest monument · Carregueu una nova foto d'aquest monument                                     |
| Cal March                                                                                           |                 | Modernisme XX Inici                                            | Reus Raval de Martí Folguera, 32                               | 41° 09′ 11″ N, 1° 06′ 30″ E / 41.153163°N,1.108309°E  | IPA-9781      | Casa March (Reus) · Vegeu més fotos d'aquest monument · Carregueu una nova foto d'aquest monument                                                           |
| Portal de la Floristeria                                                                            |                 | Barroc XVIII                                                   | Reus Pl. del Mercadal, 7                                       | 41° 09′ 18″ N, 1° 06′ 30″ E / 41.15499°N,1.10831°E    | IPA-9784      | Portal Floristeria (Reus) · Vegeu més fotos d'aquest monument · Carregueu una nova foto d'aquest monument                                                   |
| Habitatge al carrer de Jesús, 23                                                                    |                 | Modernisme XX                                                  | Reus C. de Jesús, 23                                           | 41° 09′ 15″ N, 1° 06′ 28″ E / 41.154259°N,1.107719°E  | IPA-9786      | Habitatge al carrer de Jesús, 23 (Reus) · Vegeu més fotos d'aquest monument · Carregueu una nova foto d'aquest monument                                     |
| Casa Querol                                                                                         | BCIL 2004       | Modernisme XX (1901)                                           | Reus C. de Llovera, 17                                         | 41° 09′ 24″ N, 1° 06′ 24″ E / 41.156718°N,1.106724°E  | IPA-9787      | Casa Querol (Reus) · Vegeu més fotos d'aquest monument · Carregueu una nova foto d'aquest monument                                                          |
| Edifici del carrer de Llovera, 7. Pastisseria Pouget                                                |                 | Eclecticisme XIX-XX                                            | Reus C. de Llovera, 7                                          | 41° 09′ 23″ N, 1° 06′ 25″ E / 41.156499°N,1.107059°E  | IPA-9788      | Edifici Pastisseria Pouget (Reus) · Vegeu més fotos d'aquest monument · Carregueu una nova foto d'aquest monument                                           |
| Habitatge al carrer de Llovera, 48                                                                  |                 | Modernisme, noucentisme 1907                                   | Reus C. de Llovera, 48                                         | 41° 09′ 26″ N, 1° 06′ 21″ E / 41.157318°N,1.10597°E   | IPA-9790      | Habitatge al carrer de Llovera, 48 (Reus) · Vegeu més fotos d'aquest monument · Carregueu una nova foto d'aquest monument                                   |
| Cal Sebastià Pujol. Edifici al carrer de Llovera, 33                                                |                 | Eclecticisme, modernisme 1914                                  | Reus C. de Llovera, 33                                         | 41° 09′ 26″ N, 1° 06′ 23″ E / 41.157087°N,1.106395°E  | IPA-9791      | Edifici al carrer de Llovera, 33 (Reus) · Vegeu més fotos d'aquest monument · Carregueu una nova foto d'aquest monument                                     |
| Edifici al carrer de Llovera, 32                                                                    |                 | Eclecticisme XIX Final                                         | Reus C. de Llovera, 32                                         | 41° 09′ 25″ N, 1° 06′ 23″ E / 41.157037°N,1.106285°E  | IPA-9792      | Edifici al carrer de Llovera, 32 (Reus) · Vegeu més fotos d'aquest monument · Carregueu una nova foto d'aquest monument                                     |
| Cal Ferran de Querol. Habitatge al carrer de Llovera, 31                                            |                 | Modernisme 1900                                                | Reus C. de Llovera, 31                                         | 41° 09′ 25″ N, 1° 06′ 23″ E / 41.157057°N,1.10643°E   | IPA-9794      | Habitatge al carrer de Llovera, 31 (Reus) · Vegeu més fotos d'aquest monument · Carregueu una nova foto d'aquest monument                                   |
| Habitatge al carrer de Llovera, 13                                                                  |                 | Modernisme XX                                                  | Reus C. de Llovera, 13                                         | 41° 09′ 24″ N, 1° 06′ 25″ E / 41.1566°N,1.106924°E    | IPA-9795      | Habitatge al carrer de Llovera, 13 (Reus) · Vegeu més fotos d'aquest monument · Carregueu una nova foto d'aquest monument                                   |
| Edifici al carrer de Llovera, 11                                                                    |                 | Noucentisme XX                                                 | Reus C. de Llovera, 11                                         | 41° 09′ 24″ N, 1° 06′ 25″ E / 41.156581°N,1.106973°E  | IPA-9796      | Edifici al carrer de Llovera, 11 (Reus) · Vegeu més fotos d'aquest monument · Carregueu una nova foto d'aquest monument                                     |
| Edifici de la Rellotgeria Freixas                                                                   |                 | Eclecticisme XIX-XX                                            | Reus C. de Llovera, 9                                          | 41° 09′ 24″ N, 1° 06′ 25″ E / 41.156548°N,1.107012°E  | IPA-9797      | Edifici Rellotgeria Freixas (Reus) · Vegeu més fotos d'aquest monument · Carregueu una nova foto d'aquest monument                                          |
| Habitatge al carrer de Llovera, 5                                                                   |                 | Noucentisme, eclecticisme XX, XIX Final                        | Reus C. de Llovera, 5                                          | 41° 09′ 23″ N, 1° 06′ 26″ E / 41.156461°N,1.107097°E  | IPA-9798      | Habitatge al carrer de Llovera, 5 (Reus) · Vegeu més fotos d'aquest monument · Carregueu una nova foto d'aquest monument                                    |
| Edifici al carrer de Llovera, 1                                                                     |                 | Eclecticisme, modernisme XIX-XX                                | Reus C. de Llovera, 1                                          | 41° 09′ 23″ N, 1° 06′ 26″ E / 41.156386°N,1.107166°E  | IPA-9799      | Edifici al carrer de Llovera, 1 (Reus) · Vegeu més fotos d'aquest monument · Carregueu una nova foto d'aquest monument                                      |
| Casa Sardà Martí                                                                                    |                 | Modernisme XX                                                  | Reus Raval de Martí Folguera, 29                               | 41° 09′ 12″ N, 1° 06′ 29″ E / 41.153206°N,1.108027°E  | IPA-9800      | Habitatge al raval de Martí Folguera, 29 (Reus) · Vegeu més fotos d'aquest monument · Carregueu una nova foto d'aquest monument                             |
| Habitatge al raval de Martí Folguera, 19                                                            |                 | Noucentisme XX Inici                                           | Reus Raval de Martí Folguera, 19                               | 41° 09′ 12″ N, 1° 06′ 28″ E / 41.153453°N,1.107798°E  | IPA-9802      | Habitatge al raval de Martí Folguera, 19 (Reus) · Vegeu més fotos d'aquest monument · Carregueu una nova foto d'aquest monument                             |
| Cal Joaquim Pàmies. Habitatge al raval de Martí Folguera, 1                                         |                 | Modernisme 1913                                                | Reus Raval de Martí Folguera, 1                                | 41° 09′ 14″ N, 1° 06′ 26″ E / 41.153901°N,1.107277°E  | IPA-9803      | Habitatge al raval de Martí Folguera, 1 (Reus) · Vegeu més fotos d'aquest monument · Carregueu una nova foto d'aquest monument                              |
| Esgrafiats del carrer Ample, 50                                                                     |                 | Noucentisme XIX-XX                                             | Reus C. Ample, 50                                              | 41° 09′ 34″ N, 1° 06′ 12″ E / 41.159474°N,1.103234°E  | IPA-9804      | Esgrafiats del carrer Ample, 50 (Reus) · Vegeu més fotos d'aquest monument · Carregueu una nova foto d'aquest monument                                      |
| Fonda Florida                                                                                       |                 | Eclecticisme, modernisme XIX-XX                                | Reus C. del Metge Fortuny, 2                                   | 41° 09′ 19″ N, 1° 06′ 31″ E / 41.155318°N,1.108644°E  | IPA-9806      | Fonda Florida (Reus) · Vegeu més fotos d'aquest monument · Carregueu una nova foto d'aquest monument                                                        |
| Font de Neptú                                                                                       |                 | Barroc XVIII Mitjan                                            | Reus Pl. del Víctor                                            | 41° 09′ 33″ N, 1° 06′ 14″ E / 41.159211°N,1.104014°E  | IPA-9808      | Font de Neptú (Reus) · Vegeu més fotos d'aquest monument · Carregueu una nova foto d'aquest monument                                                        |
| Casa Mata Clarassó                                                                                  |                 | Modernisme XX Inici                                            | Reus Raval de Santa Anna, 47                                   | 41° 09′ 23″ N, 1° 06′ 35″ E / 41.156516°N,1.109663°E  | IPA-9809      | Edifici al raval de Santa Anna, 47 (Reus) · Vegeu més fotos d'aquest monument · Carregueu una nova foto d'aquest monument                                   |
| Habitatge al raval de Santa Anna, 28                                                                |                 | Eclecticisme, historicisme XIX Final                           | Reus Raval de Santa Anna, 28                                   | 41° 09′ 24″ N, 1° 06′ 30″ E / 41.156659°N,1.108423°E  | IPA-9810      | Habitatge al raval de Santa Anna, 28 (Reus) · Vegeu més fotos d'aquest monument · Carregueu una nova foto d'aquest monument                                 |
| Habitatge al raval de Santa Anna, 26                                                                |                 | Neoclassicisme-romàntic XIX                                    | Reus Raval de Santa Anna, 26                                   | 41° 09′ 24″ N, 1° 06′ 30″ E / 41.156558°N,1.108328°E  | IPA-9811      | Habitatge al raval de Santa Anna, 26 (Reus) · Vegeu més fotos d'aquest monument · Carregueu una nova foto d'aquest monument                                 |
| Habitatge al raval de Santa Anna, 16                                                                |                 | Eclecticisme XIX                                               | Reus Raval de Santa Anna, 16                                   | 41° 09′ 23″ N, 1° 06′ 29″ E / 41.156260°N,1.107958°E  | IPA-9812      | Habitatge al raval de Santa Anna, 16 (Reus) · Vegeu més fotos d'aquest monument · Carregueu una nova foto d'aquest monument                                 |
| Edifici al raval de Santa Anna, 66                                                                  |                 | Eclecticisme XIX-XX                                            | Reus Raval de Santa Anna, 66                                   | 41° 09′ 23″ N, 1° 06′ 36″ E / 41.156464°N,1.110064°E  | IPA-9813      | Edifici al raval de Santa Anna, 66 (Reus) · Vegeu més fotos d'aquest monument · Carregueu una nova foto d'aquest monument                                   |
| Edifici al raval de Santa Anna, 60                                                                  |                 | Eclecticisme, modernisme XIX-XX                                | Reus Raval de Santa Anna, 60                                   | 41° 09′ 23″ N, 1° 06′ 36″ E / 41.156492°N,1.109873°E  | IPA-9814      | Edifici al raval de Santa Anna, 60 (Reus) · Vegeu més fotos d'aquest monument · Carregueu una nova foto d'aquest monument                                   |
| Casa Fornés                                                                                         |                 | Modernisme XX                                                  | Reus Raval de Santa Anna, 19                                   | 41° 09′ 24″ N, 1° 06′ 30″ E / 41.156582°N,1.108444°E  | IPA-9815      | Habitatge al raval de Santa Anna, 19 (Reus) · Vegeu més fotos d'aquest monument · Carregueu una nova foto d'aquest monument                                 |
| Ca l'Andreu Fargas. Habitatge al raval de Sant Pere, 29                                             |                 | Modernisme 1922                                                | Reus Raval de Sant Pere, 29                                    | 41° 09′ 17″ N, 1° 06′ 41″ E / 41.154781°N,1.111447°E  | IPA-9816      | Habitatge al raval de Sant Pere, 29 (Reus) · Vegeu més fotos d'aquest monument · Carregueu una nova foto d'aquest monument                                  |
| Habitatge al raval de Sant Pere, 23                                                                 |                 | Eclecticisme XX                                                | Reus Raval de Sant Pere, 23                                    | 41° 09′ 17″ N, 1° 06′ 41″ E / 41.154706°N,1.111374°E  | IPA-9817      | Habitatge al raval de Sant Pere, 23 (Reus) · Vegeu més fotos d'aquest monument · Carregueu una nova foto d'aquest monument                                  |
| Habitatge al raval de Jesús, 32                                                                     |                 | Eclecticisme XX                                                | Reus Raval de Jesús                                            | 41° 09′ 18″ N, 1° 06′ 25″ E / 41.154978°N,1.106881°E  | IPA-9819      | Habitatge al raval de Jesús, 32 (Reus) · Vegeu més fotos d'aquest monument · Carregueu una nova foto d'aquest monument                                      |
| Casa Buqueras o ca l'Emili Balanyà                                                                  |                 | Modernisme 1913                                                | Reus Raval de Jesús, 38                                        | 41° 09′ 19″ N, 1° 06′ 25″ E / 41.155217°N,1.106976°E  | IPA-9820      | Casa Buqueras (Reus) · Vegeu més fotos d'aquest monument · Carregueu una nova foto d'aquest monument                                                        |
| Casa Figuerola                                                                                      |                 | Modernisme, eclecticisme XIX-XX                                | Reus Raval de Jesús, 34-36                                     | 41° 09′ 18″ N, 1° 06′ 25″ E / 41.154994°N,1.107035°E  | IPA-9821      | Casa Figuerola (Reus) · Vegeu més fotos d'aquest monument · Carregueu una nova foto d'aquest monument                                                       |
| Edifici al raval de Jesús, 48                                                                       |                 | Eclecticisme, modernisme XX Inici                              | Reus Raval de Jesús, 48                                        | 41° 09′ 20″ N, 1° 06′ 24″ E / 41.155533°N,1.106739°E  | IPA-9822      | Edifici al raval de Jesús, 48 (Reus) · Vegeu més fotos d'aquest monument · Carregueu una nova foto d'aquest monument                                        |
| Barri Fortuny                                                                                       |                 | Darreres tendències XX                                         | Reus Ctra. de Salou                                            | 41° 08′ 21″ N, 1° 06′ 31″ E / 41.139062°N,1.108693°E  | IPA-9823      | Barri Fortuny (Reus) · Vegeu més fotos d'aquest monument · Carregueu una nova foto d'aquest monument                                                        |
| Urbanització Quintana                                                                               |                 | Darreres tendències XX                                         | Reus Ctra. de Montblanc                                        | 41° 09′ 47″ N, 1° 07′ 02″ E / 41.162976°N,1.117337°E  | IPA-9824      | Urbanització Quintana (Reus) · Vegeu més fotos d'aquest monument · Carregueu una nova foto d'aquest monument                                                |
| Mas d'Espasa                                                                                        |                 | Obra popular                                                   | Reus Partida de Quart, 22 (ruïnós)                             | 41° 07′ 52″ N, 1° 08′ 48″ E / 41.131050°N,1.146670°E  | IPA-9825      | Mas d'Espasa (Reus) · Vegeu més fotos d'aquest monument · Carregueu una nova foto d'aquest monument                                                         |
| Mas Vilanova                                                                                        |                 | Eclecticisme XIX                                               | Reus Partida de les Forques Velles, 68                         | 41° 08′ 53″ N, 1° 06′ 09″ E / 41.148112°N,1.102546°E  | IPA-9826      | Mas Vilanova (Reus) · Vegeu més fotos d'aquest monument · Carregueu una nova foto d'aquest monument                                                         |
| Mas d'Iglésies                                                                                      | BCIL 2004       | Eclecticisme XIX                                               | Reus Ctra. de Salou, 26 - c. de Jaume Vidal Alcover, 6         | 41° 08′ 47″ N, 1° 06′ 52″ E / 41.146428°N,1.114434°E  | IPA-9827      | Mas d'Iglésies (Reus) · Vegeu més fotos d'aquest monument · Carregueu una nova foto d'aquest monument                                                       |
| Mas del Pere Domènech                                                                               |                 | Obra popular, modernisme                                       | Reus Ctra. de Salou                                            | 41° 08′ 18″ N, 1° 07′ 16″ E / 41.138323°N,1.120977°E  | IPA-9828      | Mas del Pere Domènech (Reus) · Vegeu més fotos d'aquest monument · Carregueu una nova foto d'aquest monument                                                |
| Mas Vil·la Maria                                                                                    | BCIL 2004       | Modernisme XX (1908)                                           | Reus Ctra. d'Alcolea, km 1                                     | 41° 09′ 25″ N, 1° 05′ 25″ E / 41.157078°N,1.090382°E  | IPA-9829      | Mas Vil·la Maria (Reus) · Vegeu més fotos d'aquest monument · Carregueu una nova foto d'aquest monument                                                     |
| Mas del Creus                                                                                       | BCIL 2004       | Historicisme XIX Final                                         | Reus Pg. de la Boca de la Mina, partida de Monterols           | 41° 09′ 59″ N, 1° 05′ 37″ E / 41.166389°N,1.093512°E  | IPA-9831      | Mas del Creus (Reus) · Vegeu més fotos d'aquest monument · Carregueu una nova foto d'aquest monument                                                        |
| Mas Navàs                                                                                           |                 | Eclecticisme XIX, XX                                           | Reus Partida de Monterols                                      | 41° 09′ 50″ N, 1° 05′ 51″ E / 41.163931°N,1.097385°E  | IPA-9832      | Carregueu una nova foto d'aquest monument |
| Mas Carandell, o Mas Bover                                                                          |                 | Noucentisme                                                    | Reus C. de Badalona                                            | 41° 09′ 44″ N, 1° 05′ 38″ E / 41.162182°N,1.093836°E  | IPA-9833      | Mas Carandell (Reus) · Vegeu més fotos d'aquest monument · Carregueu una nova foto d'aquest monument                                                        |
| Mas de Gassull                                                                                      |                 | Eclecticisme XIX                                               | Reus Pg. de la Boca de la Mina                                 | 41° 09′ 55″ N, 1° 05′ 42″ E / 41.165416°N,1.094955°E  | IPA-9834      | Mas de Gassull (Reus) · Vegeu més fotos d'aquest monument · Carregueu una nova foto d'aquest monument                                                       |
| Presó preventiva                                                                                    |                 | Eclecticisme, neoclassicisme XX                                | Reus Ctra. de Montblanc                                        | 41° 09′ 42″ N, 1° 07′ 02″ E / 41.161534°N,1.117276°E  | IPA-9835      | Presó preventiva (Reus) · Vegeu més fotos d'aquest monument · Carregueu una nova foto d'aquest monument                                                     |
| Mas de Vilella                                                                                      | BCIL 2004       | Eclecticisme, modernisme XIX                                   | Reus Av. dels Països Catalans - c. del Pare Manyanet, 27       | 41° 08′ 50″ N, 1° 05′ 59″ E / 41.147277°N,1.09982°E   | IPA-9836      | Mas de Vilella (Reus) · Vegeu més fotos d'aquest monument · Carregueu una nova foto d'aquest monument                                                       |
| Antic dispensari antituberculós, Servei de Turisme                                                  | BCIL 2004       | Noucentisme Joan Rubió XX (1926)                               | Reus C. de Sant Joan, 34 A                                     | 41° 09′ 21″ N, 1° 06′ 16″ E / 41.155952°N,1.104463°E  | IPA-9837      | Antic dispensari antituberculós (Reus) · Vegeu més fotos d'aquest monument · Carregueu una nova foto d'aquest monument                                      |
| Hospital de Sant Joan                                                                               |                 | Neoclassicisme XIX                                             | Reus C. de Sant Joan                                           | 41° 09′ 22″ N, 1° 06′ 13″ E / 41.155999°N,1.10361°E   | IPA-9838      | Hospital de Sant Joan (Reus) · Vegeu més fotos d'aquest monument · Carregueu una nova foto d'aquest monument                                                |
| Xalet Serra                                                                                         | BCIL 2004       | Modernisme Joan Rubió Bellver XX (1912)                        | Reus Ctra. de Castellvell, 20                                  | 41° 09′ 56″ N, 1° 06′ 06″ E / 41.165546°N,1.101776°E  | IPA-9839      | Xalet Laboratoris Serra (Reus) · Vegeu més fotos d'aquest monument · Carregueu una nova foto d'aquest monument                                              |
| Mas del Llevat                                                                                      | BCIL 2004       | Noucentisme Domènec Sugrañes i Gras XX (1925)                  | Reus Rbla. de Miró, 123 - av. de l'Onze de Setembre, 124       | 41° 09′ 45″ N, 1° 06′ 45″ E / 41.162490°N,1.112508°E  | IPA-9840      | Mas de Llevat (Reus) · Vegeu més fotos d'aquest monument · Carregueu una nova foto d'aquest monument                                                        |
| Fumera del Gas Reusense                                                                             |                 | Noucentisme XIX-XX                                             | Reus Av. de Marià Fortuny                                      | 41° 09′ 07″ N, 1° 06′ 51″ E / 41.151890°N,1.114077°E  | IPA-9841      | Fumera del Gas Reusense (Reus) · Vegeu més fotos d'aquest monument · Carregueu una nova foto d'aquest monument                                              |
| Fumera de la bòbila del Llevat                                                                      |                 | Obra popular                                                   | Reus Carretera de Castellvell. Plaça de la Fumera              | 41° 09′ 52″ N, 1° 06′ 10″ E / 41.164384°N,1.102750°E  | IPA-9842      | Fumera de la bòbila del Llevat (Reus) · Vegeu més fotos d'aquest monument · Carregueu una nova foto d'aquest monument                                       |
| Mas de Sabater                                                                                      |                 | Eclecticisme XIX-XX                                            | Reus Plaça de Pompeu Fabra                                     | 41° 09′ 48″ N, 1° 06′ 45″ E / 41.163244°N,1.112582°E  | IPA-9843      | Mas de Sabater (Reus) · Vegeu més fotos d'aquest monument · Carregueu una nova foto d'aquest monument                                                       |
| Ermita del Roser                                                                                    |                 | Barroc XVIII                                                   | Reus Ctra. de Montblanc                                        | 41° 09′ 42″ N, 1° 06′ 58″ E / 41.161684°N,1.116005°E  | IPA-9844      | Ermita del Roser (Reus) · Vegeu més fotos d'aquest monument · Carregueu una nova foto d'aquest monument                                                     |
| Mas de Montagut, Mas d'Otzet                                                                        |                 | Eclecticisme XIX-XX                                            | Reus Partida de Rubio, 66                                      | 41° 08′ 20″ N, 1° 06′ 00″ E / 41.139024°N,1.099993°E  | IPA-9847      | Mas de Montagut (Reus) · Vegeu més fotos d'aquest monument · Carregueu una nova foto d'aquest monument                                                      |
| Mas Llopis                                                                                          |                 | Eclecticisme XIX                                               | Reus Partida de Monterols, 74                                  | 41° 09′ 57″ N, 1° 05′ 26″ E / 41.165966°N,1.090540°E  | IPA-9848      | Mas Llopis (Reus) · Vegeu més fotos d'aquest monument · Carregueu una nova foto d'aquest monument                                                           |
| Mas de les Ànimes                                                                                   |                 | Obra popular XIX                                               | Reus Ctra. d'Alcolea                                           | 41° 09′ 47″ N, 1° 04′ 20″ E / 41.163073°N,1.072323°E  | IPA-9849      | Mas de les Ànimes (Reus) · Vegeu més fotos d'aquest monument · Carregueu una nova foto d'aquest monument                                                    |
| Fumera del Molí de la Vila o Xemeneia d'obra vista                                                  |                 | Obra popular XIX                                               | Reus Pg. de la Boca de la Mina                                 | 41° 10′ 01″ N, 1° 05′ 25″ E / 41.166815°N,1.090155°E  | IPA-9850      | Xemeneia d'obra vista (Reus) · Vegeu més fotos d'aquest monument · Carregueu una nova foto d'aquest monument                                                |
| Molí de la Vila                                                                                     |                 | Obra popular                                                   | Reus Partida de Monterols                                      | 41° 10′ 01″ N, 1° 05′ 20″ E / 41.166929°N,1.088841°E  | IPA-9851      | Molí de la Vila (Reus) · Vegeu més fotos d'aquest monument · Carregueu una nova foto d'aquest monument                                                      |
| Magatzem a la plaça de les Basses, 5                                                                |                 | Eclecticisme, modernisme XIX Final                             | Reus Pl. de les Basses, 5                                      | 41° 09′ 16″ N, 1° 06′ 27″ E / 41.154384°N,1.107519°E  | IPA-9852      | Magatzem a la plaça de les Basses, 5 (Reus) · Vegeu més fotos d'aquest monument · Carregueu una nova foto d'aquest monument                                 |
| Magatzem al carrer de Galió, 11-13                                                                  |                 | Modernisme XX Inici                                            | Reus C. de Galió, 11-13                                        | 41° 09′ 20″ N, 1° 06′ 26″ E / 41.155463°N,1.107247°E  | IPA-9853      | Magatzem al carrer de Galió, 11-13 (Reus) · Vegeu més fotos d'aquest monument · Carregueu una nova foto d'aquest monument                                   |
| Mas de Valls                                                                                        |                 | Obra popular XV                                                | Reus Partida de Porpres                                        | 41° 07′ 44″ N, 1° 06′ 41″ E / 41.128982°N,1.111258°E  | IPA-9854      | Mas de Valls (Reus) · Vegeu més fotos d'aquest monument · Carregueu una nova foto d'aquest monument                                                         |
| Fumera de la Bòbila del Sugranyes, Forn del Manxa                                                   | BCIL 2005       | Obra popular XIX                                               | Reus Ctra. de Tarragona                                        | 41° 09′ 08″ N, 1° 07′ 06″ E / 41.152267°N,1.118398°E  | IPA-9855      | Fumera de la Bòbila del Sugranyes (Reus) · Vegeu més fotos d'aquest monument · Carregueu una nova foto d'aquest monument                                    |
| Mas del Bonrepòs                                                                                    |                 | Eclecticisme XIX Final                                         | Reus Partida de Bellisens                                      | 41° 08′ 28″ N, 1° 08′ 16″ E / 41.140979°N,1.137806°E  | IPA-9856      | Mas del Bonrepòs (Reus) · Vegeu més fotos d'aquest monument · Carregueu una nova foto d'aquest monument                                                     |
| Mas de Bofarull                                                                                     |                 | Neoclassicisme-romàntic XVIII-XIX                              | Reus Ctra. de Reus a Tarragona                                 | 41° 08′ 35″ N, 1° 08′ 22″ E / 41.143134°N,1.139309°E  | IPA-9857      | Mas de Bofarull (Reus) · Vegeu més fotos d'aquest monument · Carregueu una nova foto d'aquest monument                                                      |
| Mas del Barrufet                                                                                    |                 | Eclecticisme XIX                                               | Reus Ctra. de Reus a Tarragona                                 | 41° 08′ 46″ N, 1° 08′ 04″ E / 41.146159°N,1.134489°E  | IPA-9858      | Mas Barrufet (Reus) · Vegeu més fotos d'aquest monument · Carregueu una nova foto d'aquest monument                                                         |
| Cal Tapiró                                                                                          | BCIL 2004       | Modernisme 1906-1907                                           | Reus C. de Llovera, 10                                         | 41° 09′ 24″ N, 1° 06′ 24″ E / 41.156681°N,1.106681°E  | IPA-29236     | Cal Tapiró (Reus) · Vegeu més fotos d'aquest monument · Carregueu una nova foto d'aquest monument                                                           |
| Capella de la família Margenat al cementiri de Reus                                                 | BCIL 2004       | Modernisme XX Inici                                            | Reus Av. de la Pau, 1, núm. 33 costat est                      | 41° 10′ 07″ N, 1° 07′ 20″ E / 41.16856°N,1.12222°E    | IPA-29237     | Capella de la família Margenat al cementiri de Reus · Vegeu més fotos d'aquest monument · Carregueu una nova foto d'aquest monument                         |
| Casa Sardà                                                                                          | BCIL 2004       | Modernisme Pere Caselles XIX (1896)                            | Reus Av. de Prat de la Riba, 41                                | 41° 09′ 27″ N, 1° 06′ 11″ E / 41.157446°N,1.102990°E  | IPA-29238     | Casa Sardà (Reus) · Vegeu més fotos d'aquest monument · Carregueu una nova foto d'aquest monument                                                           |
| Casa Tarrats                                                                                        | BCIL 2004       | Modernisme XIX Final                                           | Reus C. de Sant Joan, 11                                       | 41° 09′ 22″ N, 1° 06′ 20″ E / 41.156129°N,1.105589°E  | IPA-29239     | Casa Tarrats (Reus) · Vegeu més fotos d'aquest monument · Carregueu una nova foto d'aquest monument                                                         |
| Mas del Parsifal                                                                                    | BCIL 2004       | Noucentisme XX                                                 | Reus Ctra. d'Alcolea - partida del Roquis                      | 41° 09′ 21″ N, 1° 05′ 35″ E / 41.155762°N,1.093071°E  | IPA-29438     | Mas del Parsifal (Reus) · Vegeu més fotos d'aquest monument · Carregueu una nova foto d'aquest monument                                                     |
| Casa Miró                                                                                           | BCIL 2004       | XX Inici                                                       | Reus C. de Sant Llorenç, 15-17                                 | 41° 09′ 20″ N, 1° 06′ 20″ E / 41.155493°N,1.105611°E  | IPA-30030     | Casa Miró (Reus) · Vegeu més fotos d'aquest monument · Carregueu una nova foto d'aquest monument                                                            |
| Antiga creu de terme de la plaça de la Sang                                                         |                 | XVI                                                            | Reus Museu Salvador Vilaseca, raval de Sta. Anna, 59           | 41° 09′ 23″ N, 1° 06′ 37″ E / 41.15637°N,1.11039°E    | IPA-30738     | Carregueu una nova foto d'aquest monument |
| Fragment d'antiga creu de terme                                                                     |                 | Gòtic tardà XVI                                                | Reus Museu Salvador Vilaseca, raval de sta. Anna, 59           | 41° 09′ 23″ N, 1° 06′ 37″ E / 41.15637°N,1.11039°E    | IPA-30744     | Carregueu una nova foto d'aquest monument |
| Fragment d'antiga creu de terme del camí de Misericòrdia                                            |                 | Gòtic XVI                                                      | Reus Museu Salvador Vilaseca, raval de Sta. Anna, 59           | 41° 09′ 23″ N, 1° 06′ 37″ E / 41.15637°N,1.11039°E    | IPA-30752     | Carregueu una nova foto d'aquest monument |
| Creu de terme i font de la plaça de la Sang                                                         |                 | Gòtic, barroc XV, XVIII                                        | Reus Pl. de la Sang                                            | 41° 09′ 21″ N, 1° 06′ 43″ E / 41.15583°N,1.11189°E    | IPA-30866     | Creu de terme i font de la plaça de la Sang (Reus) · Vegeu més fotos d'aquest monument · Carregueu una nova foto d'aquest monument                          |
| Creu commemorativa del Santuari de Misericòrdia                                                     |                 | Noucentisme XX                                                 | Reus Santuari de Misericòrdia                                  | 41° 08′ 35″ N, 1° 05′ 59″ E / 41.14316°N,1.09983°E    | IPA-30867     | Creu commemorativa del Santuari de Misericòrdia (Reus) · Vegeu més fotos d'aquest monument · Carregueu una nova foto d'aquest monument                      |
| Parròquia de Sant Bernat Calvó                                                                      |                 | Darreres tendències XX                                         | Reus Barri Fortuny                                             | 41° 08′ 35″ N, 1° 06′ 46″ E / 41.14311°N,1.11287°E    | IPA-38296     | Parròquia de Sant Bernat Calvó (Reus) · Vegeu més fotos d'aquest monument · Carregueu una nova foto d'aquest monument                                       |
| Institut de Puericultura, la Gota de Llet                                                           |                 | Noucentisme XX                                                 | Reus                                                           | 41° 09′ 31″ N, 1° 06′ 16″ E / 41.158564°N,1.104545°E  | IPA-42315     | Institut de Puericultura (Reus) · Vegeu més fotos d'aquest monument · Carregueu una nova foto d'aquest monument                                             |
| Oficines de la Casa Sabater                                                                         |                 | Noucentisme Josep Simó i Bofarull XX                           | Reus C. de Josep Anselm Clavé, 21 - pl. de les Aigües          | 41° 09′ 29″ N, 1° 06′ 29″ E / 41.158150°N,1.107985°E  | IPA-42316     | Oficines de la Casa Sabater (Reus) · Vegeu més fotos d'aquest monument · Carregueu una nova foto d'aquest monument                                          |
| Casa Pellicer                                                                                       |                 | Noucentisme Domènec Sugrañes i Gras XX                         | Reus Av. Prat de la Riba, 33-35                                | 41° 09′ 27″ N, 1° 06′ 13″ E / 41.1574782°N,1.103487°E | IPA-42317     | Casa Pellicer (Reus) · Vegeu més fotos d'aquest monument · Carregueu una nova foto d'aquest monument                                                        |
| Mas del Plana, Sanatori de Villablanca                                                              |                 | Noucentisme XX                                                 | Reus Autovia de Bellissens                                     | 41° 07′ 39″ N, 1° 08′ 59″ E / 41.127552°N,1.149749°E  | IPA-42318     | Mas Plana (Reus) · Vegeu més fotos d'aquest monument · Carregueu una nova foto d'aquest monument                                                            |